# ムラサキモメンヅル
ムラサキモメンヅル（紫木綿蔓、学名：Astragalus laxmannii Jacq. var. adsurgens (Pall.) Kitag.）は、マメ科ゲンゲ属に分類されるほふく性多年草の1種。学名（adsurgens）は、だんだんに立ち上がるを意味する。和名は花の色と、根が木綿質であることに由来する。中国名が、斜莖黃耆。

## 特徴
茎はやや蔓状で、叢生し地を這って広がり、高さ10-40 cm。茎に白い丁字毛がある。根は長大で、深く地中に入る。葉は奇数羽状複葉で、小葉は8-10対（17-21枚）あり、長さ0.7-2 cm、幅3-8 mmの長楕円形-狭長楕円形。小葉は先端が少しへこむ。葉の裏面にはまばらに白い軟毛がある。托葉は葉の背面の半ば以下が合着し、膜質で鈍角。花は紅紫色で長さ1.2-2 cm、葉腋から花柄を出し長さ3-14 cmの総状花序を出し蝶形花を密生して上向きに付ける。旗弁は他の2弁よりも非常に長い。雄蕊は10本、雌蕊は1本。萼片は5中裂し、細長い線形、萼筒の1/2-4/5、黒褐色の毛がある。花期は7-8月。白花の品種として、シロバナムラサキモメンヅルがある。豆果は無柄で長さ約1 cm、白い軟毛があり無毛、先が急に尖る嘴があり、長い楕円形。さやは2室で、各室に3-6個の種子が入る。染色体数は2n=16、16+2B、32（2、4倍体）。

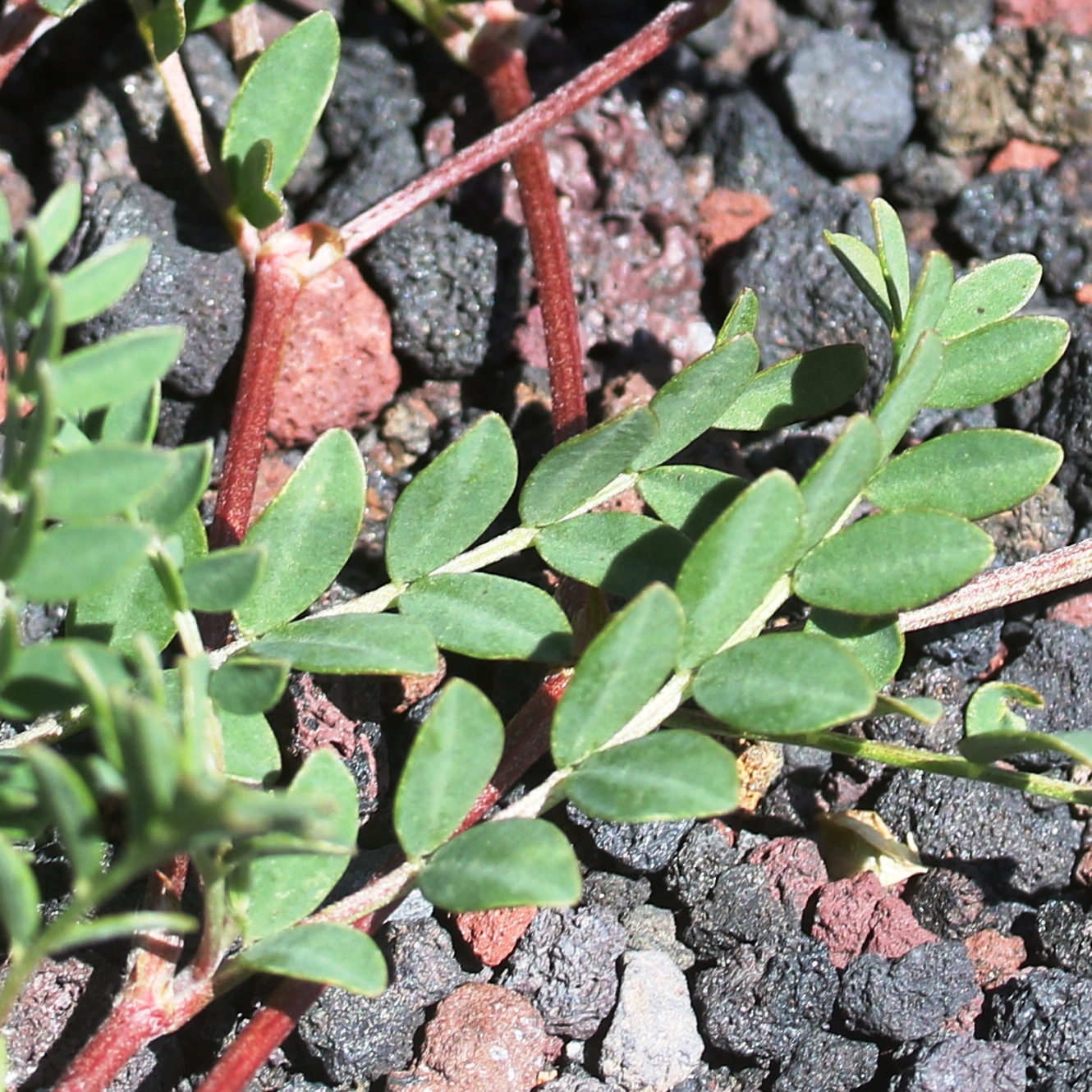
葉は奇数羽状複葉
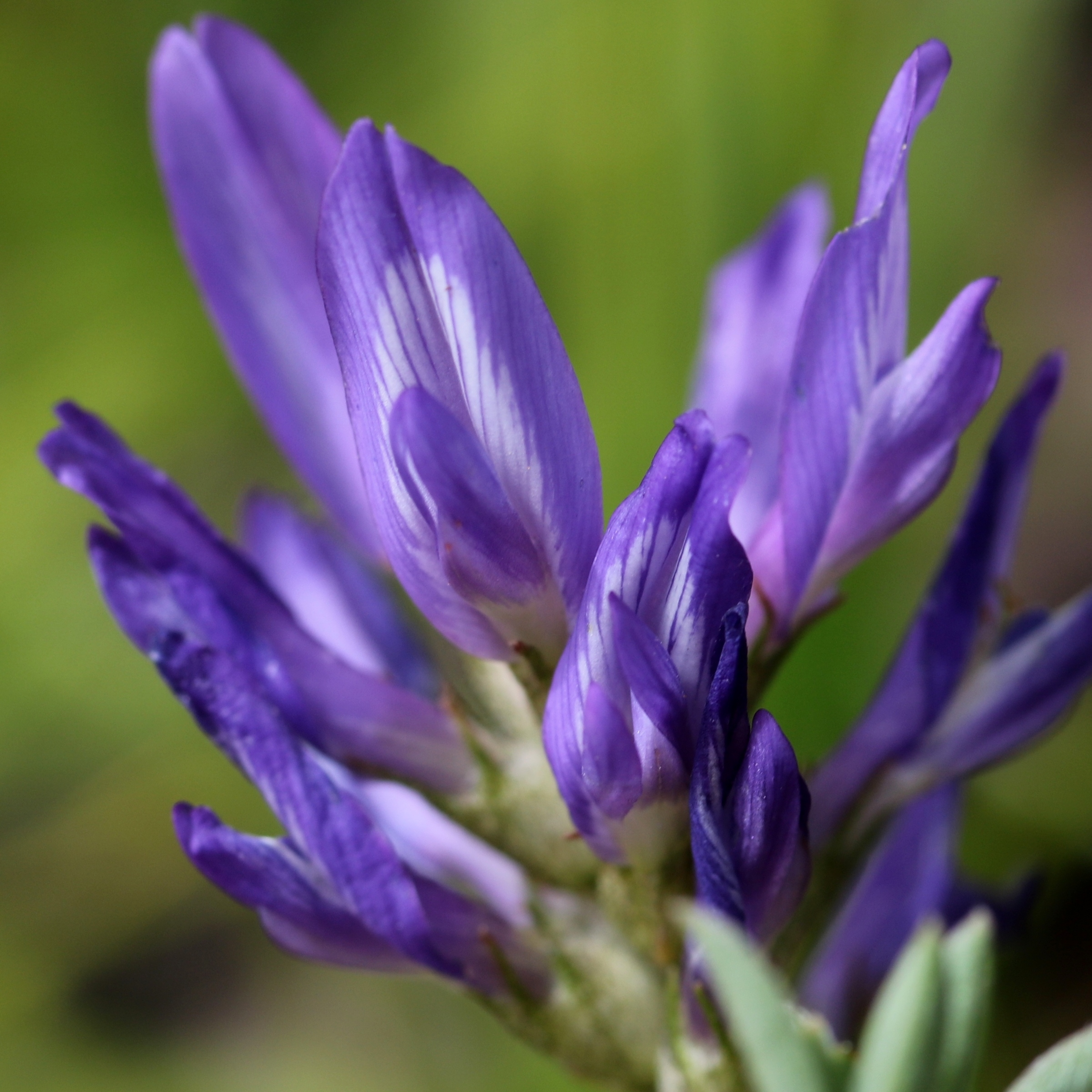
総状花序の蝶形花
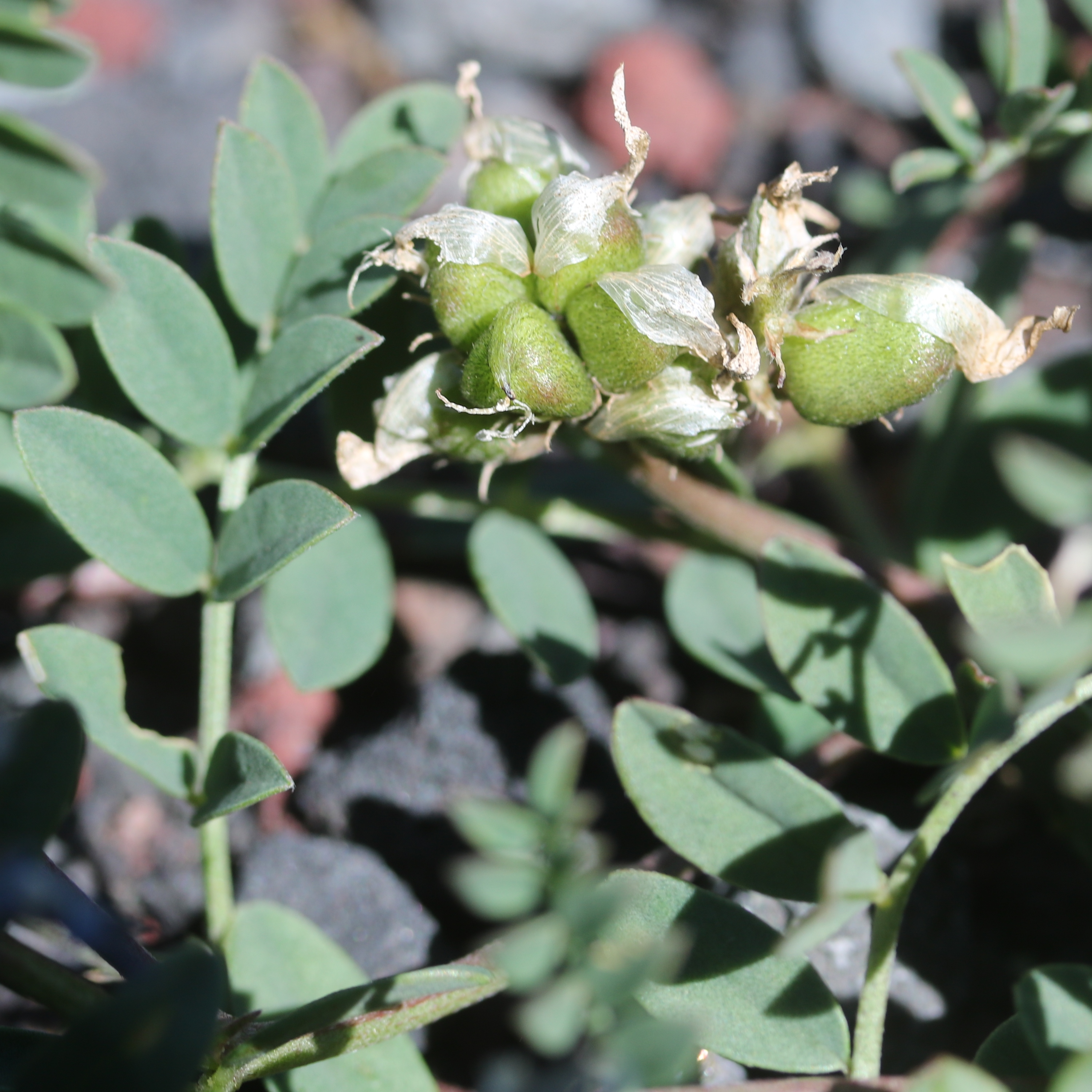
長い楕円形の豆果

## 分布と生育環境
東北アジア（モンゴル、中国東北部、シベリア、日本）、北米の温帯から亜寒帯にかけて布する。基準標本はシベリアのもの。アジア大陸に分布する基準変種のマンシュウモメンヅルと日本の種とを区別する説と区別しないとする見方もある。
日本では、北海道西南部（大平山、渡島大島など）と本州中部地方以北（岩手県大船渡市、下閉伊郡岩泉町にある宇霊羅山、浅間山、富士山）の山地から高山帯にかけてのかなり狭い範囲に分布する。富士山に多く分布する。

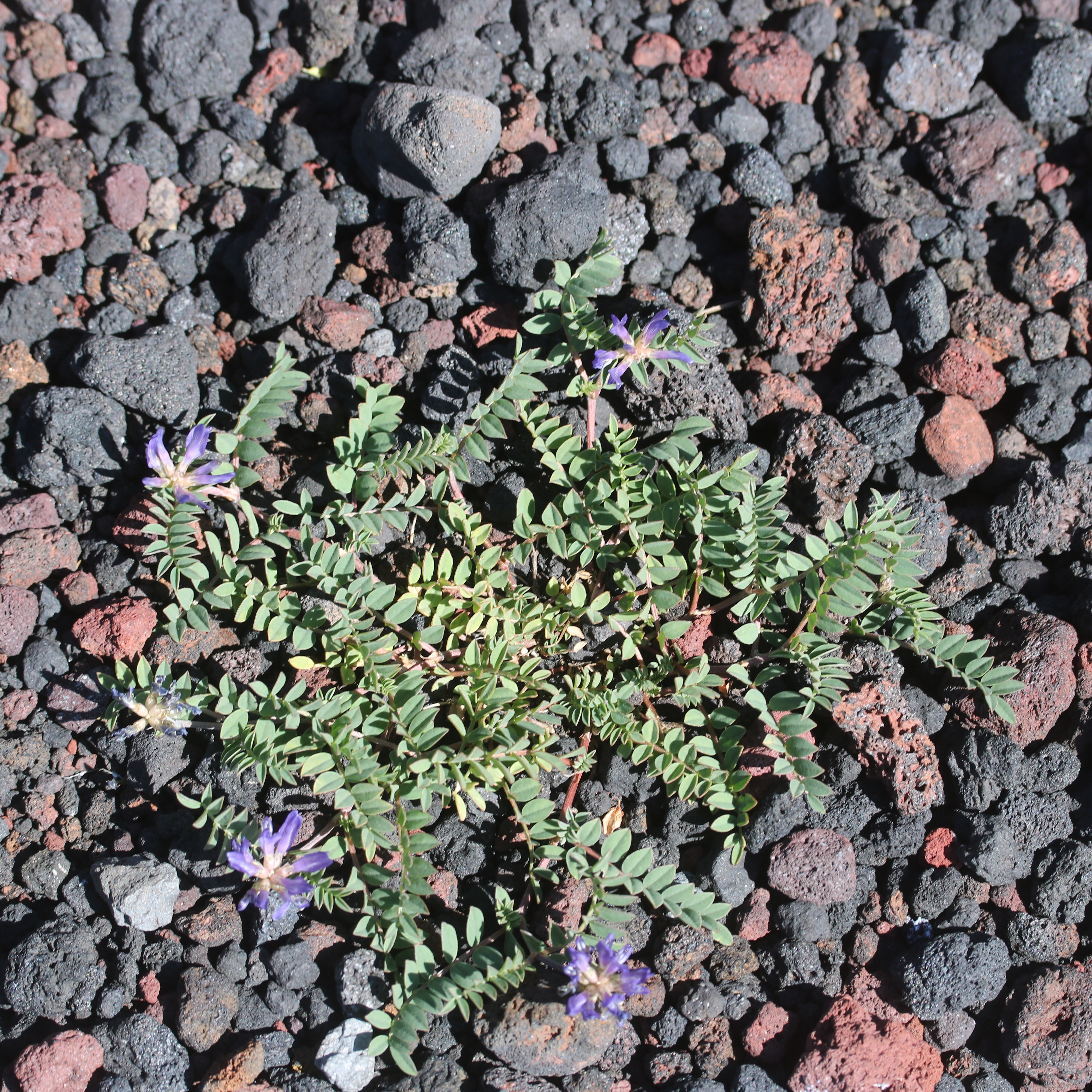
富士山中腹の日当たりの良い砂礫地に生育するムラサキモメンヅル

砂礫地や岩場の崩壊地などの乾燥した日当たりの良い裸地に生育する。北海道の渡島大島では、造成によって裸地化した場所でいち早く定着したことが確認されている。

## 種の保全状況評価
日本では以下の都道府県で、レッドリストの指定を受けている。
- 絶滅危惧IB類(EN) - 山梨県[13]
- 希少種（R） - 北海道[14]
- Cランク - 岩手県[15]
- 要注目種 - 静岡県[16]

## 脚注

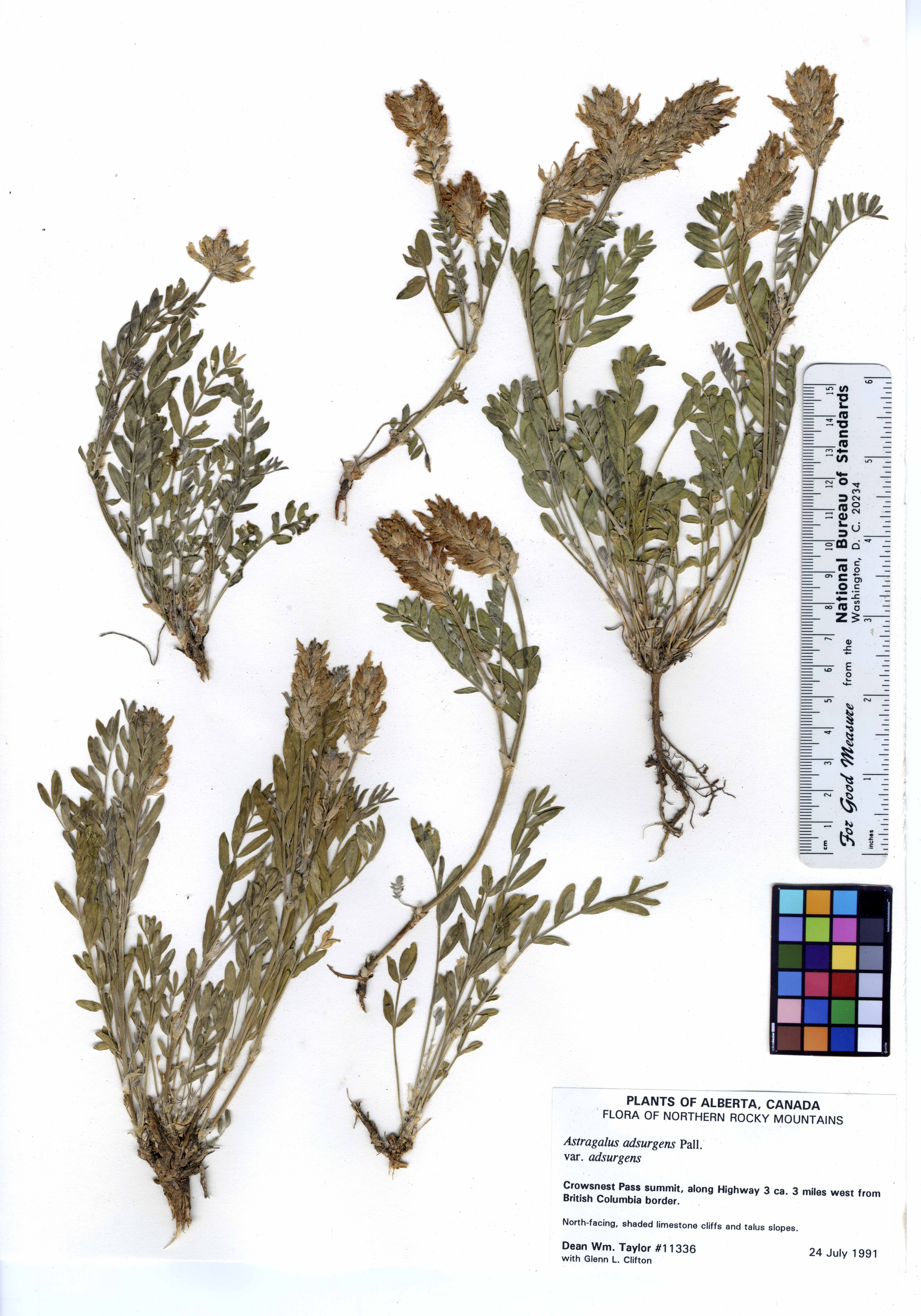
ムラサキモメンヅルの標本